# Michelle Moreau Ricaud
Michelle Moreau Ricaud est une psychanalyste française. Membre du Quatrième groupe, elle est une spécialiste de l'histoire de l'École de Budapest constituée autour de Sándor Ferenczi, ainsi que des écrits de Michael Balint et des groupes Balint.

## Biographie
Après ses études secondaires dans les Hautes-Pyrénées, elle fait une double formation en lettres et psychologie dans plusieurs universités : Lyon, Grenoble, Poitiers et Tours. Elle travaille comme psychologue clinicienne dans un centre de psychothérapie institutionnelle, La Chesnaie, à Chailles, près de Blois, où elle crée un lieu d'études pour des patients qui reprennent leurs études et elle théorise cette expérience dans une thèse de psychologie clinique intitulée Maladie mentale et pédagogie : création d'un atelier-études dans un centre de psychothérapie institutionnelle, soutenue sous la présidence de Juliette Favez-Boutonier, à l'université de Tours (1972). Elle est maître-assistante puis maître de conférences à l'université de Tours. Elle est chercheuse associée au CRPMS (Centre de recherches psychanalyse, médecine et société) de l’université Paris Diderot.
Après avoir suivi les séminaires de Jacques Lacan et de Françoise Dolto, elle choisit le Quatrième groupe. Elle fait une analyse avec Paulette Dubuisson, membre fondatrice de la Société psychanalytique de recherche et de formation, puis une analyse quatrième avec Jean-Paul Valabrega et rejoint le Quatrième Groupe , dont elle est successivement secrétaire scientifique, vice-présidente et secrétaire analytique. Elle a consacré des recherches à la fondation de ce groupe et à Jean-Paul Valabrega et Nathalie Zaltzman.

## Activités de recherche et éditoriales
Elle analyse particulièrement la question de la formation des psychanalystes dans l'histoire du mouvement analytique : écoles viennoises, berlinoises, hongroises et anglaises.
Elle s'intéresse à la psychanalyse en Hongrie, notamment l'« l'École de Budapest », elle édite un recueil de textes en 1992 Cure d'ennui. Écrivains hongrois autour de Sándor Ferenczi, sur l'influence de la psychanalyse sur la littérature hongroise à propos de six écrivains, notamment Dezso Kosztolanyi, Géza Csáth, Gyula Krudy et Frigyes Karinthy. En 2000, elle est l'auteur de Michael Balint. Le renouveau de l’École de Budapest, ouvrage dans lequel elle montre ses ascendants, Sándor Ferenczi et Vilma Kovács, et ses collègues de l'Association psychanalytique hongroise : Alice Balint, Géza Róheim, Anton von Freund. Dans ses écrits, elle fait une grande place aux apports conceptuels et techniques à la cure analytique de Michael Balint. Elle montre également la nécessité d'une formation des médecins généralistes et spécialistes par le dispositif créé à la Tavistock Clinic, appelé dorénavant « Groupes Balint ».
Après avoir publié Freud collectionneur, elle revient sur le jeune Freud et réévalue la portée de son stage chez Charcot à la Salpêtrière. Elle rédige des entrées dans plusieurs dictionnaires : le Dictionnaire international de psychanalyse (DIP) dirigé par Alain de Mijolla, les notices consacrées à des notions développées par Michael Balint (« amour primaire », « groupe Balint », « régression bénigne/maligne ») et des notices biographiques (Anton von Freund, Max Eitingon, Sandor Lorand, Istvan Hollos, Jean-Paul Valabrega et Nathalie Zaltzmann). Elle fait également plusieurs articles dans le Dictionnaire Freud (Sándor Ferenczi, Michael Balint, Anton von Freund, Max Eitingon et Marie Bonaparte) et dans Le Dictionnaire universel des créatrices (Alice Szekely-Balint, Enid Albu-Balint, Vilma Pronitz-Kovacs, Maria Torok, Federovna-Schmidt, Sabina Spielrein, Nathalie Zaltzman). Dans l'Encyclopédie philosophique universelle, elle rédige l'article « Bruno Bettelheim » et traduit son ultime conversation avec D.J. Fisher.
Elle participe aux travaux de l'Association internationale d'histoire de la psychanalyse fondée par Alain de Mijolla, comme rédactrice de la revue Journal de l'AIHP, en 1987 puis membre du comité de rédaction de la Revue internationale d'histoire de la psychanalyse (six numéros aux PUF de 1988 à 1993). Elle rejoint en 2011 l'Asociación Europea de Historia del Psicoanálisis (AEHP) dont elle est vice-présidente. Elle est membre de la Société médicale Balint et de la Société française d'histoire de la médecine.

## Publications et travaux de Michelle Moreau Ricaud

### Ouvrages
Une bibliographie plus complète est disponible sur le site du Quatrième groupe (cf. liens externes)
- Michael Balint. Le renouveau de l’École de Budapest, Ramonville Saint-Agne, Erès, 2000 (rééd. 2012),  (ISBN 274920769X).
- Freud collectionneur, Paris, CampagnePremière, 2012,  (ISBN 2915789665)[10].

### Édition
- Cure d'ennui. Écrivains hongrois autour de Sándor Ferenczi, édition et appareil critique, Paris, Gallimard, coll. « Connaissance de l'Inconscient », 1992,  (ISBN 2070726185).
- Avec Judith Dupont, co-édition de trois numéros spéciaux sur Balint, The American Journal of Psychoanalysis, March 2002, vol.62, no 1. et 62, no 4, September 2004, vol. 64, no 3.

### Ouvrages collectifs
- H. Guilyardi (dir.), Folies à la Salpêtrière. Charcot, Freud, Lacan, Paris, EDP Sciences, 2015.
- C. Masson et C. Desprats-Péquignot (dir.), Monstres contemporains. Médecin, société et psychanalyse, Paris, In-Press, 2015.
- L. Dethiville (dir.), Winnicott, notre contemporain, Paris, CampagnePremière, 2015
- D. Zeitoun (dir.) Silences. Paroles de psychanalystes, Erès, 2004. p. 159-166.
- D. Zeitoun (dir.) Vieillir... Des psychanalystes parlent, Erès, 2009. p. 173-185.

### Articles et chapitres d'ouvrages
- Ferenczi et Balint, Le Coq-Héron, no 223, 2015/4, p. 77-84, « Présence de Ferenczi. Un colloque international à Paris ».
- Filiation Freud-Ferenczi-Balint : fidélité et évolution en psychanalyse, Connexions, 2015/2, no 104, p. 149-164.
- Eugénie Sokolnicka et Marie Bonaparte, Topique, no 115, « Sigmund et Anna Freud », [lire en ligne].
- Vilma Kovács, Topique, 2000, « Femmes » no 71.
- La Policlinique de Berlin (1920-1933) : une « organisation nouvelle », Le Coq-Héron, no 201, 2010/2, [lire en ligne].
- Influences de Balint sur la psychanalyse contemporaine, Connexions, 2006/1, no 85, p. 59-71, [lire en ligne].
- L’exil des analystes hongrois lors de la Seconde Guerre mondiale. Le cas de Michael Balint, Topique, 2002/3, no 80, p. 103-116 [lire en ligne].
- La question de la formation analytique : trois apports essentiels de l’École de Budapest (Actes du congrès de Turin), Le Coq-Héron, 2004/3, no 178, p. 112-121 [lire en ligne].
- Max Eitingon (1881-1943) et la politique, Revue internationale de psychanalyse, 1992, no 5, p. 55-69, « L'engagement sociopolitique des psychanalystes ».
- Le Freud Museum de Londres : musée et nouveau centre de recherches, Frénésie, no 9, 1990, p. 205-212.
- Le Contre-transfert : une névrose passagère de l'analyste, Topique, 2008, no 103, « L'Analyse quatrième », p. 89-100, [lire en ligne]
- Vilma Kovács (1883-1940) : première théoricienne de la formation du psychanalyse et du contrôle analytique, Topique, 2000, no 71, p. 57-68.
- Réflexions à propos du Congrès international Balint à Budapest (mai 1886), Psychanalyse à l'université, avril 1987, p. 337-345.
- La psychanalyse à l'université : histoire de la première chaire, Budapest, avril 1819-juillet 1819, Paris, Psychanalyse à l'université, octobre 1990, p. 111-127.